# 紀元前478年
紀元前478年（きげんぜん478ねん）は、ローマ暦の年である。
当時は、「マメルクスとストルクトゥスが共和政ローマ執政官に就任した年」として知られていた（もしくは、それほど使われてはいないが、ローマ建国紀元276年）。紀年法として西暦（キリスト紀元）がヨーロッパで広く普及した中世時代初期以降、この年は紀元前478年と表記されるのが一般的となった。

## 他の紀年法
- 干支 : 癸亥
- 日本
  - 皇紀183年
  - 懿徳天皇33年
- 中国
  - 周 - 敬王42年
  - 魯 - 哀公17年
  - 斉 - 平公3年
  - 晋 - 定公34年
  - 秦 - 悼公13年
  - 楚 - 恵王11年
  - 宋 - 景公39年
  - 衛 - 荘公3年
  - 蔡 - 成侯13年
  - 鄭 - 声公23年
  - 燕 - 孝公15年
  - 呉 - 夫差18年
- 朝鮮
  - 檀紀1856年
- ベトナム :
- 仏滅紀元 : 67年
- ユダヤ暦 : 3283年 - 3284年

## できごと

### ギリシア
- スパルタの反対にもかかわらず、アテナイはペルシアに破壊された街を再建し、再強化した。
- アテナイの政治家で将軍のキモンの協力を得て、アリステイデスは30隻の船からなるアテナイ軍に対し、スパルタの司令官パウサニアスがキプロス内のギリシアの都市を解放し、ペルシアとフェニキアのその同盟国からビュザンティオンを奪還するように命じた。
- パウサニアスがビュザンティオンを占領している間、彼の傲慢さとペルシア風の衣服や習慣の選択が同盟国の気分を害し、不忠の疑惑をかけられた。パウサニアスはスパルタに呼び戻され、そこで無罪を訴えたが、自身の指揮権を取り戻せなかった。

### シチリア
- 兄ゲロンの死を受けて、ヒエロン1世がシュラクサイの僭主となった。

### 中国
- 衛の太子疾が渾良夫を殺害した。
- 越王勾践が呉軍を笠沢に破った。
- 晋の趙鞅が衛を包囲した。
- 楚の公孫朝が陳を滅ぼした。
- 斉の平公と魯の哀公が蒙で会盟した。
- 今日の曲阜市に孔子廟が建設された。

## 死去
- ゲロン - ゲラとシュラクサイの僭主
- 荘公 - 衛の君主